# Tupay
Tupay es una agrupación musical folclórica de Bolivia formada en 1996 en Cochabamba por Edwin Castellanos y Fernando Torrico, quienes integraron por más de 10 años el grupo Los Kjarkas para después formar Pacha.
Actualmente la agrupación cuenta con Iver Villarroel como la primera voz del grupo y a Edwin Castellanos como director del grupo. 
Entre sus canciones más conocidas se encuentran "Ay, amor", "Ay, no sé qué tienes", "América Latina", "Mal acostumbrado", "La saya", "Soy caporal" y en su último disco tenemos "Cholita" y "Saya Reina". La palabra "tupay" significa "punto de encuentro" en quechua.

## Biografía
Tanto Edwin Castellanos como Fernando Torrico ingresaron de muy jóvenes en la escuela musical de Los Kjarkas a principios de los 80, formando parte de Proyección-Kjarkas, un conjunto que más adelante derivaría en Proyección. Aparte de esto, Fernando Torrico ya había grabado algún trabajo en solitario y formó parte del grupo Fortaleza junto con Ramiro de la Zerda.
Esta temprana experiencia resultó básica en el perfeccionamiento artístico para nuestros dos artistas, que además les sirvió como trampolín para integrar el legendario grupo Los Kjarkas durante buena parte de los años 80 y principios de los 90, para muchos, la mejor formación que ha tenido Los Kjarkas en toda su dilatada historia.
Es precisamente en 1995 cuando Edwin y Fernando forman el grupo Pacha junto con otros dos integrantes de Los Kjarkas: Élmer Hermosa y Gastón Guardia. Pero tras grabar un solo disco, se separan definitivamente de Los Kjarkas y constituyen el dúo Tupay, marchan a Los Ángeles, EE. UU., y graban su primer trabajo bajo la dirección de Bebu Silvetti: América Latina.
Llegaron a participar en la grabación del disco De mi alma latina II de nada más y nada menos que Plácido Domingo.
En 2006, Fernando Torrico abandona el dúo Tupay y es reemplazado por Rimer Guachalla grabando el disco Con Corazón último disco conocido del Dúo.
En 2018, debuta como su primera voz el cantante orureño, Iver Villarroel.

## Discografía
- 1996 Música de toda la vida (disco grabado con el nombre de los integrantes, aún no como Tupay)

- 1997 América Latina

- 1998 Buscando Paz

- 1998 Folklore

- 2000 Carnaval - Coplas del nuevo milenio

- 2000 Sin fronteras

- 2000 Así es Bolivia

- 2001 Antología de la cueca

- 2002 Folklore con vida

- 2003 Colección de música en tu casa

- 2003 Viernes de soltero

- 2005 Tupay

- 2005 Love songs of América Latina

- 2006 Con corazón

- 2017 Rosas

- 2018 Cuecas con Bandoneón

- 2024 Folklore Con Altura

## Lista de canciones

### Música de toda la vida(Álbum)
- Sello: Discolandia (a través de Lyra Ltda. e Industrias Fonoeléctricas Lyra)

1. - Aquel primer amor
2. - La Caraqueña
3. - Niña Camba
4. - Para qué soñar
5. - Quisiera ser cielo
6. - Rosa Carmín
7. - Claveles rojos
8. - Selección de kaluyos vallegrandinos
9. - Sucre
10. - Pretenciosa

### América Latina(Álbum)
- Sello: Forever Music (Estados Unidos), Discolandia (a través de Compañía de Inversiones y Ediciones Ltda., Bolivia)

1. - La Saya
2. - Me hace falta
3. - Desde que tu te fuiste
4. - Ay no sé qué tienes
5. - Luz de mi camino
6. - Ya no quiero ser tu amor
7. - Vivamos El Amor
8. - América Latina
9. - No me perteneces
10. - Para poder hablar de amor
11. - Duele
12. - Prohibido amarte
13. - No temas enamorarte

### Buscando Paz(Album)
- Sello: Forever Music (Estados Unidos)

1. - Abrázame
2. - Por esa tu boca
3. - Reloj de arena
4. - Yo te busco
5. - De amor nadie se muere
6. - Eres
7. - De mi tierra
8. - Pobre corazón
9. - Cenizas quedan
10. - Se que no valió la pena
11. - El primer amor
12. - Buscando Paz

### Folklore(Álbum)
- Sello: Infobon Ltda.

1. - Soy caporal
2. - Virgen del socavón
3. - Linda Santa Cruz
4. - Nunca tuve suerte en el amor
5. - Granadita
6. - Mi corazón es Cochabamba
7. - Urpilay
8. - Lleningo de pasión
9. - Deja que te quiera
10. - De sepulcro en sepulcro
11. - Cruceñita
12. - Juan el solitario
13. - Soy caporal (Remix)

### Carnaval - Coplas del nuevo milenio(Álbum)
- Sello: Discolandia (a través de Lyra Ltda. e Industrias Fonoeléctricas Lyra)

1. - Carnestolendas cochabambinas
2. - Carnaval vallegrandino
3. - Pascua queremos
4. - Llajta carnaval
5. - Carnaval mayor
6. - Carnestolendas cochabambinas (karaoke)
7. - Carnaval vallegrandino (karaoke)

### Sin fronteras(Álbum)
- Sello: Efecto Records

1. - Mal acostumbrado
2. - Los abedules
3. - Las diferencias en el amor
4. - Principio o fin
5. - Si te has cansado de mi
6. - Para que vuelvas
7. - Cantando al sol
8. - Guitarra del alma
9. - Te dejé partir
10. - Yo son ti
11. - Mal acostumbrado (Remix)

### Así es Bolivia(Álbum)
- Sello: Efecto Records

1. - Cholero
2. - Querida companerita
3. - Morenada de Tupay
4. - Viva la Paz
5. - Ayúdenme a olvidarla
6. - Velero
7. - Tu eres mi negra
8. - Así es Bolivia
9. - Bien sabes que te quiero
10. - Feliz estoy de ser cochabambino
11. - Cholero [Versión Remix]

### Antología de la cueca(Album)
- Sello: Efecto Records[1]

1. - El regreso
2. - Orgullo k'ochala
3. - Adiós Oruro del alma
4. - La Caraqueña
5. - Huérfana Virginia
6. - Flor de Chuquisaca
7. - Mi gran Potosí
8. - Cholita paceña
9. - Moto Méndez	Soruco
10. - Rosa Carmín	Olmos
11. - Infierno verde
12. - Viva mi patria Bolivia

### Folklore con vida(Álbum)
- Sello: Efecto Records

Las mismas canciones de este disco se incluyen en otro titulado Así es Bolivia.

### Viernes de soltero(Álbum)
- Sello: Efecto Records

1. - Viernes de soltero
2. - Perdóname
3. - Mi clon
4. - Gringuita
5. - Está rodando el amor
6. - Yo perdí el corazón
7. - Pueblos de piedra
8. - Voy a olvidar que te he conocido
9. - Por siempre y para siempre
10. - LAB "Palabras mayores"

### Love Songs of América Latina(Álbum)
- Sello: Efecto Records

1. - Me hace falta
2. - Desde que te fuiste
3. - Ay, no sé que tienes
4. - Luz de mi camino
5. - Ya no quiero ser tu amor
6. - Vivamos el amor
7. - América Latina
8. - No me perteneces
9. - Para poder hablar de amor
10. - Duele
11. - Castellanos
12. - No temas enamorarte

### Tupay 2005(Álbum)
- Sello: Discolandia (a través de Compañía de Inversiones y Ediciones Ltda.,)

Este disco contiene las mismas canciones que el álbum "América Latina" de 1997, incluyendo el bonus track de "La Saya" en su versión traducida al inglés.

### Con corazón(Álbum)
- Sello: Tupay, Efecto Records

1. - Cholita
2. - No me dejes
3. - Soy chancletro
4. - Te dije te advertí
5. - Amor prohibido
6. - Saya Reina
7. - Chura Moza
8. - Toro y toro
9. - Perdóname

### Tupay Bolivia 2007(Álbum)
- Sello: Tupay, Angel Digital Studio, Efecto Records

### El Poder de los Andes 2012(Álbum)
- Sello: Tupay, Efecto Records

### Rosas(Álbum)
- Sello: Discolandia

1. - Rosas
2. - Veneno
3. - La puñalada
4. - ¡Qué viva La Paz!
5. - Si te vas
6. - De K'uchu a K'uchu
7. - Mi clon
8. - Cueste lo que cueste
9. - Mi chacaltaya

### Cuecas con Bandoneón(Álbum)
- Sello: Sony Music Latin

1. - Mi Desventura
2. - Manañachu
3. - La Culpable
4. - Arbolito Arbolito
5. - Chapaco Soy
6. - Tu Orgullo
7. - Calzón De Seda
8. - La Vida Es Linda
9. - Mata De Rojos Claveles
10. - Flor De Cardon
11. - No Le Digas
12. - Desde Que Te Vi
13. - Cueca Cumpleañera

### Folklore con Altura (Álbum)
- Sello: Tupay

1. - No Le Tengas Miedo A La Soledad
2. - El Moreno
3. - Soy Caporal
4. - Rosas (versión Pasillo Ecuatoriano)
5. - Quiero Beber
6. - Tóxica
7. - Tóxica (Remix)
8. - Nos Faltó Palabras